# Embraer Super Tucano
Az EMB 314 Super Tucano a brazíliai Embraer által az EMB 312 kiképző repülőgép bázisán létrehozott többfeladatú katonai felderítő, és könnyű támadó repülőgép. A típus egy hajtóműves, alsószárnyas konstrukció, 1999-ben szállt fel először és 2003-ban állították először hadrendbe, a Brazil Légierőnél. A brit (északír) gyártású Short Tucano továbbfejlesztett változatának tekinthető.

## Megrendelő és üzemeltető országok

### Portugália
A típus első európai üzemeltetője Portugália lesz, amely 2024 december 12-én jelentette be 12 darab A–29N Super Tucano változat vásárlását 200 millió euró értékben.